# ブラツィゴヴォ
座標: 北緯42度1分 東経24度22分 / 北緯42.017度 東経24.367度

ブラツィゴヴォ
Брациговоブラツィゴヴォ ブルガリア内のブラツィゴヴォの位置

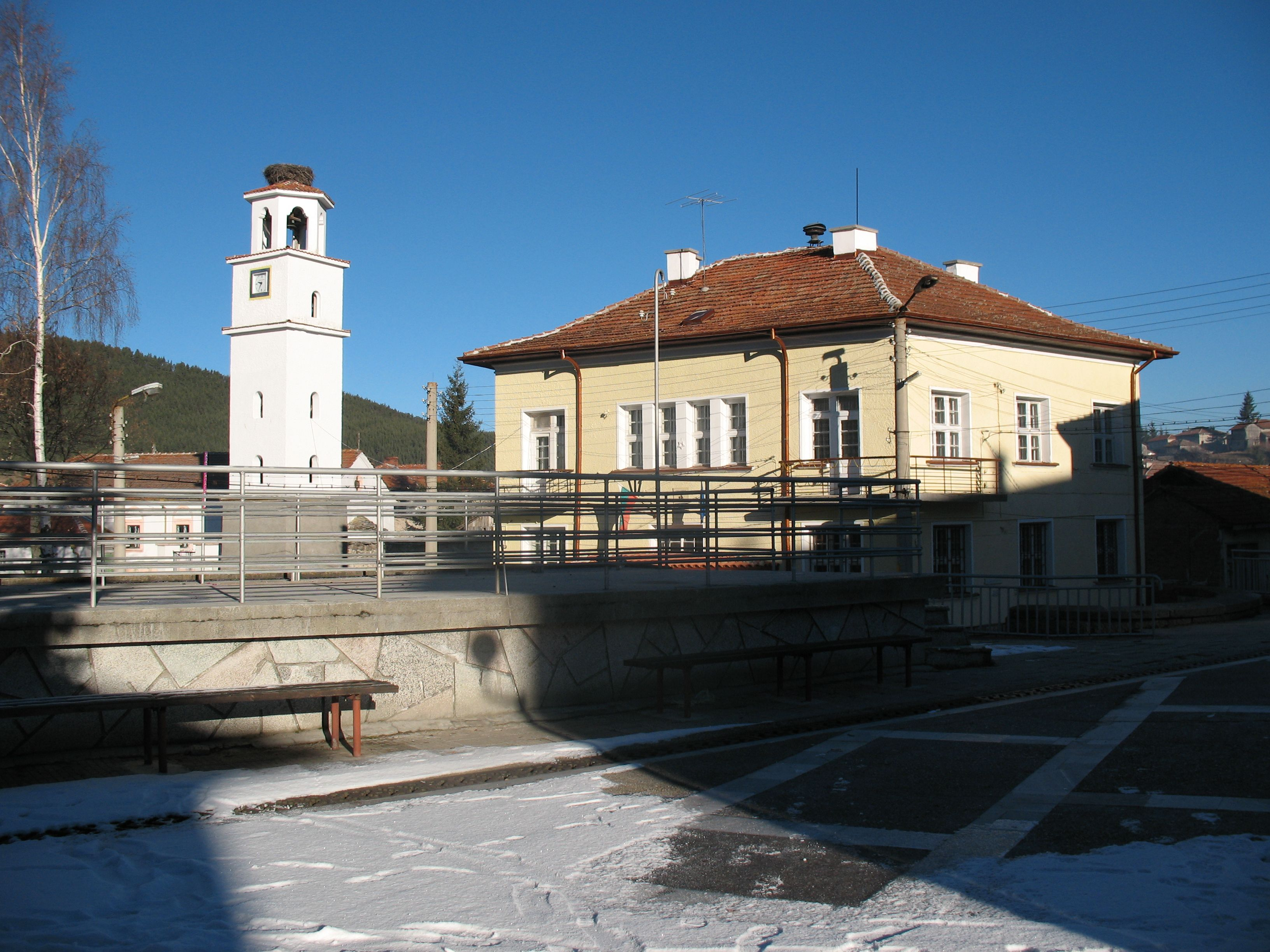
ブラツィゴヴォ市内のラヴノゴル村の村長の事務所と教会

ブラツィゴヴォ（Брацѝгово / Bratsigovo）はブルガリア南西部の町、およびそれを中心とした基礎自治体。パザルジク州に属する。ロドピ山脈のふもとにあり、ペシテラやクリチムから近い。
歴史上の記録によると、この地に町が築かれたのは16世紀で、それ以前の集落跡の上につくられたと考えられる。考古学的な検証によって、この地域にはかつてトラキア人が住み、後にスラヴ人が移り住んだと考えられる。
1950年、ブラツィゴヴォの人口は3,364人であった

## 温泉療養
町は温泉療養の地としても開発が進んだ。ブラツィゴヴォには18度から26度の鉱泉があり、毎分120リットルの水が湧き出ている。町には温泉療養施設が建てられている。温泉は皮膚病や神経症、腎臓関係の病気などに効能がある。

## 町村
ブラツィゴヴォ基礎自治体（Община Брацигово）には、その中心であるブラツィゴヴォをはじめ、以下の町村（集落）が存在している。
- Брацигово
- Бяга
- Жребичко
- Исперихово

- Козарско
- Равногор
- Розово

## リンク
- Bulgarian Coastal Properties: Bratsigovo
- 公式サイト